# Nuits de la Fondation Maeght
Nuits de la Fondation Maeght (Volumes 1 & 2) ist ein Jazzalbum von Sun Ra. Die am 3. und 5. August 1970 in der Fondation Maeght bei Saint-Paul-de-Vence nahe der Côte d’Azur entstandenen Aufnahmen erschienen auf zwei Langspielplatten 1971 auf dem von der Fondation subventionierten Label Shandar. 2025 wurden die Mitschnitte in einer auf sechs LPs erweiterten Fassung wiederveröffentlicht.

## Hintergrund
In den späten 1960er Jahren erlangten Sun Ra & His Arkestra den Ruf, multidimensionale Spektakel zu inszenieren, die große Veranstaltungsorte füllen konnten. Insbesondere ein zweitägiges Multimedia-Debüt in der New Yorker Carnegie Hall im April 1968, arrangiert von Willis Conover und seiner Frau, war überaus erfolgreich gewesen. Wie John Szwed in seiner Sun-Ra-Biografie „Space Is the Place: The Lives and Times of Sun Ra“ (1997) berichtet, hatte Conover Sun Ra schon seit einiger Zeit gedrängt, das Arkestra nach Europa zu bringen. Er hatte ihm versichert, dass die Zeit reif sei. Als ein Angebot kam, für ein paar Konzerte in der Fondation Maeght in Südfrankreich aufzutreten, begannen die Vorbereitungen, und die Konzerte wurden für August 1970 gebucht.
Die Fondation Maeght ist ein Museum für moderne Kunst oberhalb von Nizza in den Hügeln des Hinterlandes. Es wurde 1964 von Marguerite und Aimé Maeght gegründet und veranstaltet auch Musikdarbietungen und andere öffentliche Veranstaltungen. bot das Festival „Nuits de la Fondation Maeght“ auch Musik, Tanz und Avantgarde-Theater eine Plattform. Seit 1965 präsentierte das Festival zeitgenössische klassische Werke von Webern, Bartók, Stockhausen und anderen. 1970 erhielt es einen neuen Aufschwung, als die Maeghts den jungen Musikjournalisten Daniel Caux als Kurator für die in diesem Jahr stattfindende Veranstaltung engagierten.
Im Juli und August 1970 fand unter Caux'
Federführung die bis dahin radikalste Ausgabe des Festivals statt. Es fand in einer experimentellen, aufblasbaren Struktur des Architekten Hans-Walter Müller statt und umfasste Konzerte der US-amerikanischen Minimalismus-Pioniere Terry Riley und La Monte Young, wobei Letzterer zusammen mit Marian Zazeela und dem indischen Gesangsguru Pandit Pran Nath auftrat. Caux lud auch zwei der ikonoklastischsten Künstler der Jazz-Avantgarde ein. Am 25. und 27. Juli gab der Saxophonist Albert Ayler begeistert aufgenommene Konzerte in einem Quintett mit der Sängerin und Sopransaxophonistin Mary Parks, dem Bassisten Steve Tintweiss, dem Schlagzeuger Allen Blairman und – bei einem der Auftritte – dem Pianisten Call Cobbs. Am 3. und 5. August endete das Festival dann mit zwei außergewöhnlichen Auftritten von Sun Ra und einem ausladenden 18-köpfigen Besetzung des Arkestra.
Die Auftritte des Sun Ra Arkestra in der Fondation Maeght waren jedoch nicht Teil einer Tournee. Die erste Europatournee des Arkestra begann erst am 9. Oktober 1970 in Nanterre (gefolgt von u. a. einem Auftritt bei den Donaueschinger Musiktagen und weiteren Konzerten in Amsterdam, Barcelona, bei den Berliner Jazztagen und in London). Die Gigs in der Fondation Maeght hatten die Funktion einer Sondierung. Trotz vieler Kontroversen waren sie erfolgreich und führten in den nächsten zwei Jahrzehnten zu einer verstärkten Tourneetätigkeit von Sun Ra nach Europa und darüber hinaus. Sein Arkestra kehrte im November 1971 für weitere Auftritte nach Europa zurück – darunter ein Konzert im Théâtre du Châtelet in Paris (erschienen 2010 auf The Paris Tapes: Live at Le Théâtre du Châtelet 1971).
Die Konzerte des Sun Ra Arkestra in der Fondation Maeght wurden für die Ausstrahlung durch den französischen Rundfunk aufgenommen und gefilmt. Eine Auswahl aus den Mitschnitten wurde 1971 auf zwei separaten LPs auf dem französischen Label Shandar herausgegeben und später in verschiedenen Formaten neu aufgelegt – einige autorisiert, andere als Bootlegs. Beide Bände von Nuits de la Fondation Maeght wurden 2003 auf CD von einer Bandquelle in verbesserter Qualität bei Comet Records neu herausgegeben.

## Titelliste

### Original-Doppel-LP von 1971
- Sun Ra: Nuits de la Fondation Maeght Volume 1 (Shandar SR 10 001)[5]

1. Enlightment (Sun Ra, Liedtext; Hobart Dotson, Musik) 2:56
2. The Star Gazers 3:08
3. Shadow World 13:20
4. The Cosmic Explorer 19:45

- Sun Ra: Nuits de la Fondation Maeght Volume 2 (Shandar 10003)[6]

1. Friendly Galaxy Number 2 8:46
2. Spontaneous Simplicity 10:50
3. The World of the Lightening 5:54
4. Black Myth
5. The Shadows Took Shape
6. This Strange World
7. Journey Through the Outer Darkness 8:32
8. Sky 2:01

Wenn nicht anders vermerkt, stammen die Kompositionen von Sun Ra.

### Erweiterte Fassung von 2025
- Sun Ra & His Inter-Galactic Research Arkestra – Nuits de la Fondation Maeght (Strut/ArtYard STRUT193LPB)

Volume 1 / 3rd August 1970
A1 Sun Interlude 1:53

A2 Love In Outer Space 6:57

A3 Shadow World (Except) 2:32

A4 Cosmic Explorer 8:53

B1 Cosmic Explorer (Continuation) 4:40

B2 Piano Solo (Untitled) 4:17

B3 Friendly Galaxy No. 2 12:05

C1 Why Go To The Moon? / It's After the End of the World 5:54

C2 Spontaneous Simplicity 7:19

C3 Watusi 4:57

D1 Percussion Interlude 4:46

D2 Interstellar Low Ways 6:18

D3 Somewhere Else 9:10

E1 They'll Come Back 5:09

E2 Tone Science Interlude 3:02

E3 Satellites Are Spinning 4:09

E4 Sun Ra And His Band From Outer Space 0:20

E5 Calling Planet Earth 0:23
E6 Imagination 1:07

E7 I'll Wait For You 1:37

E8 We Travel The Spaceways 2:44

F1 The World Of Lightning 6:55

F2 Blackmyth:
- - Shadows Took Shape 1:23
  - Strange Worlds 1:17
  - Journey Through The Outer Darkness 5:41

F3 Myth Tone Poem (Untitled) 1:57

F4 Sky 2:02

F5 Three Cheers For Ra 1:46

Volume 2 / 5th August 1970
G1 Prelude 7:16

G2 Theme Of The Stargazers 3:14

G3 Shadow World 11:34

H1 Saterllites Are Spinning 3:59

H2 Second Stop Is Jupiter 0:37

H3 Tone Science 8:31

H4 Next Stop Mars 4:56

I1 Spontaneous Simplicity 10:39

I2 Friendly Galaxy No. 2 8:41

J1 Pleasant Twilight 15:40

J2 Outer Spaceways Incorporated / You Better Get Ready 6:19

K1 Enlightenment 2:39

K2 Calling Planet Earth 3:51

K3 Space Bop (Untitled) 7:50

K4 Space Ballad (Untitled) 7:50

K5 Sun Ra And His Band From Outer Space / Theme of the Stargazers / I'll Wait For You 3:35

L1 Somebody Else's Idea / Walking On The Moon / It's After the End of the World 7:57

L2 We Travel The Spaceways 1:42

L3 Tone Science Interlude 2:28

L4 Days Of Wine and Roses 7:23

L5 Satellites Are Spinning 1.30

## Rezeption
Der Sun-Ra-Biograf John F. Szwed zitiert in Space Is the Place aus einer Runde, die im Jazz Magazine die ersten Konzerte Sun Ras in Frankreich erörterte, einen enttäuschten Jazzkritiker, Jean-Robert Masson (1930–2021), der – eine entsprechende Frage von Redakteur Philippe Carles bestätigend – eine Diskrepanz bemerkte zwischen dem, was Sun Ra 1970 live präsentierte, und dem, was zuvor an Platten in Europa bekannt war: „Ich war ratlos, als ich mir die Aufnahmen aus Saint-Paul-de-Vence (Nuits de la Fondation Maeght) anhörte: Es passierte sozusagen nichts. Wie konnte das gleiche Orchester, das die orchestral reichhaltigen ESP-Platten [The Heliocentric Worlds of Sun Ra, Vol. 1/Vol. 2] gemacht hatte, dasselbe sein, das die Nuits-Platten machte, die fast statisch waren und sich auf ein grobes und einfaches rhythmisches Ereignis reduzierten. Ich musste feststellen, dass das gestische und visuelle Element einen sehr großen Platz in der Wahrnehmung von Sun Ra hatte, was vom Anhören der ESP-Platten nicht offensichtlich war. Der Abend im Châtelet hat dies nur unterstrichen und ging bis zur Karikatur.“
Masson war kaum der erste – oder letzte – Musikkritiker, der „perplex“ war, schrieb Irwin Chusid in den Liner Notes. „Ra-ficionados könnten argumentieren, dass solche Reaktionen Teil von Ras Spielplan waren. Das Wort „Kompromiss“ kann nicht ohne weiteres im selben Satz wie „Sun Ra“ verwendet werden, ohne dass eine Verneinung dazwischenkommt.“ Hierzu zitiert der Autor Sun Ras Bemerkung von 1966: „Viele Leute sagen, dass ich nur herumspiele, aber so ist es nicht. Ich kenne Musik von Kopf bis Fuß, ich kenne alle Gesetze der Musik, ich bin mit Klassikern aufgewachsen und Ich bin aufs College gegangen und habe Musik für das Lehramt studiert, also KENNE ich Musik. Aber ich gehe einfach meinen eigenen Weg und ich weiß, was ich tue.“

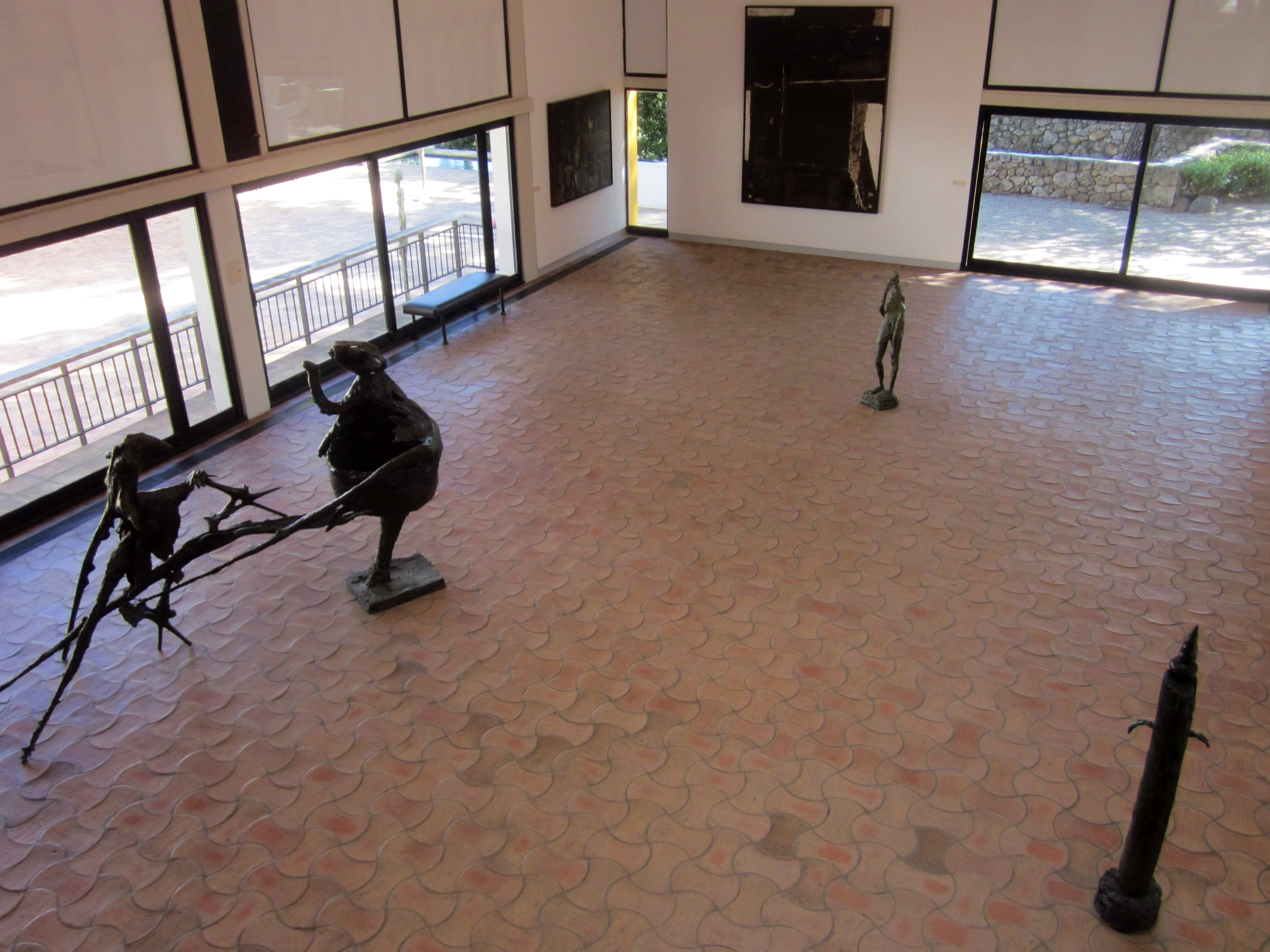
Fondation Maeght

„Was Sun Ra und sein Gefolge bei Maeght präsentierten, erschreckte Gönner, Kritiker, Künstler und Journalisten“, schrieb Irwin Chusid in den Liner Notes. „Kurz gesagt, die meisten Augenzeugen wussten nicht, was sie davon halten sollten.“ John F. Szwed zeichnete in seiner Ra-Biografie das Ereignis auf: „Neunzehn Musiker und Tänzer standen am Abend des 3. August auf der Bühne. Das Publikum hatte wenig oder gar keine Kenntnis von Sun Ras Musik, da seine Platten in Frankreich nicht weit verbreitet waren, und als sie ankamen, sahen sie das Arkestra vor sich ausgebreitet wie kunstvolles Dekor: Musiker in roten Tuniken, sitzend in einem Instrumentenwald auf der Bühne, Tänzer in roten Kleidern. Auf eine Leinwand hinter ihnen wurde ein Himmel voller Sterne projiziert, dann Planeten, Kinder in Harlem, Indianer auf Jagdreisen und Wochenschau-Aufnahmen von Protesten; ein Ball aus 'magischem Feuer' stieg langsam zur Decke auf; Saxophonisten begannen wie Samurai zu kämpfen und kamen dann wie Brüder zusammen; und in der stillen Mitte von allem saß Sun Ra hinter dem Moog und erzeugte die Geräusche von Stürmen, Stürmen und brechenden Wellen. Vom ersten Ton an stand eine aufgeregte Frau auf und rief: „Was ist *das*?“ Danach kam sie herauf und bestand darauf, die geschriebene Musik zu sehen. Die Europäer schienen wissen zu wollen, ob hinter dem, was sie hörten, Musik steckte, als ob es ihnen versichern würde, dass dies eine rationale Aktivität war, und Sonny zeigte ihnen immer gerne die Partituren. Ein Mann platzte einmal damit heraus, dass seine „fünfjährige Tochter das spielen könnte!“ Sun Ra stimmte bereitwillig zu: ‚Sie könnte es spielen, aber könnte sie es schreiben?‘“
Lindsay Planer verlieh dem Album (in Form der Neuausgabe) in AllMusic viereinhalb Sterne und schrieb, das Album Volume 1 präsentiere das Arkestra auf seiner absoluten Spitze in Bezug auf Leistung und Inspiration. Die vier enthaltenen Stücke würden eine große Vielfalt an Stilen und Herangehensweisen bieten und bewiesen, dass die Combo viel facettenreicher und involvierter war, als oft angenommen werde. „Enlightenment“ sei ein passender Opener mit einem Gesangsduett zwischen June Tyson und John Gilmore. Im passend betitelten „Cosmic Explorer“ gebe es Momente, die zwischen erschreckend und erhaben schwanken, wenn der Künstler die Klänge methodisch untersuche und seine progressiven Arrangements sorgfältig konstruiere. Ähnlich wie bei der Arkestra-Präsentation sind Sun Ras Soli komplex und machen jeden Mangel an Struktur durch eine motivierte Darbietung mehr als wett.
Etwa zu dieser Zeit, um die Wende der 1970er Jahre, habe Sun Ra seine turbulenten Erkundungen des kürzlich erworbenen Moog-Synthesizers begonnen, schrieb Daniel Spicer (The Quietus). Es gebe auch energiegeladene Gruppenimprovisationen – oft von Ra mit einem Lexikon theatralischer Gesten dirigiert –, die sich in schillerndsten Free Jazz hineinsteigern, wobei die Saxophonisten John Gilmore und Marshall Allen die Grenzen des Instruments ausloten. Und dennoch seien die Konzerte, die das Arkestra im August 1970 präsentierte, zugänglich gewesen, unterhaltsam und vor allem unterhaltsam. In den vier Stunden Musik werde ein breites Spektrum an Stimmungen berührt. Es gebe viele hymnische Lieder und Gesänge – wie „Satellites Are Spinning“ und „We Travel the Spaceways“ –, die in der süßen, bodenständigen Stimme June Tysons vorgetragen werden, begleitet von enthusiastisch-schroffen Call-and-Response-Refrains des restlichen Arkestra, die Ras Science-Fiction-Philosophie verdeutlichen. Es gebe schwebende Space-Balladen, kraftvolle Bigband-Hardbop-Workouts und perkussionslastige, modale Jams aus dem Regenwald. Jedes der beiden Abendprogramme fühle sich „wie eine mäandernde, aber umfassende Reise in die tiefsten Winkel von Ra’s Fantasie an und ruft all seine Obsessionen und Leidenschaften in Erinnerung“.
Unnötig zu erwähnen, dass die Shows des Arkestra ein großer Erfolg waren, mit Tänzern, Lichtshows und psychedelischen Projektionen, die das Publikum zusätzlich mitrissen und für überwältigende Emotionen sorgten, so Spicer weiter. Was wirklich erstaunlich ist, ist, dass – anderthalb Jahrzehnte nachdem das Arkestra Mitte der 1950er Jahre in Chicago erstmals Gestalt annahm – dies seine allerersten Auftritte außerhalb Nordamerikas waren. Diese ersten europäischen Konzerte läuteten eine neue und längst überfällige Ära größerer Sichtbarkeit, Bekanntheit und Anerkennung ein, die – wie für so viele der ewigen Jazz-Ikonen – jenseits des Atlantiks leichter zu erlangen waren als in den USA. Das Arkestra war 1970 nicht nur auf dem Höhepunkt seines Könnens, es war auch die erste wahre Inkarnation des beliebten, weltumspannenden Arkestra, das Marshall Allen so erfolgreich ins 21. Jahrhundert geführt hat. Alles beginne hier.